# Formica calviceps
Formica calviceps (лат.) — вид муравьёв из группы рыжих лесных муравьёв Formica rufa group (Formica s. str., Formicinae). Ареал — Неарктика.

## Распространение
Северная Америка: Мексика, США.

## Описание
Длина менее 1 см.  
Окраска рабочих муравьёв двухцветная, голова и грудка рыжеватые, брюшко чёрное (самцы чёрные). От близких видов отличается многочисленными волосками на брюшке (у Formica ferocula, Formica prociliata и Formica  criniventris отстоящие волоски там отсутствуют или редки и неравномерно разбросаны), притуплёнными отстоящими волосками тергитов брюшка (у Formica integroides и Formica propinqua они заострённые).
Усики 12-члениковые. Нижнечелюстные щупики 6-члениковые, нижнегубные щупики состоят из 4 сегментов. Стебелёк между грудкой и брюшком состоит из одного членика (петиолюс) с вертикальной чешуйкой. На средних и задних ногах по одной простой шпоре. Жало отсутствует. Вид был впервые описан в 1954 году американским мирмекологом Артуром Колем (Arthur C. Cole).

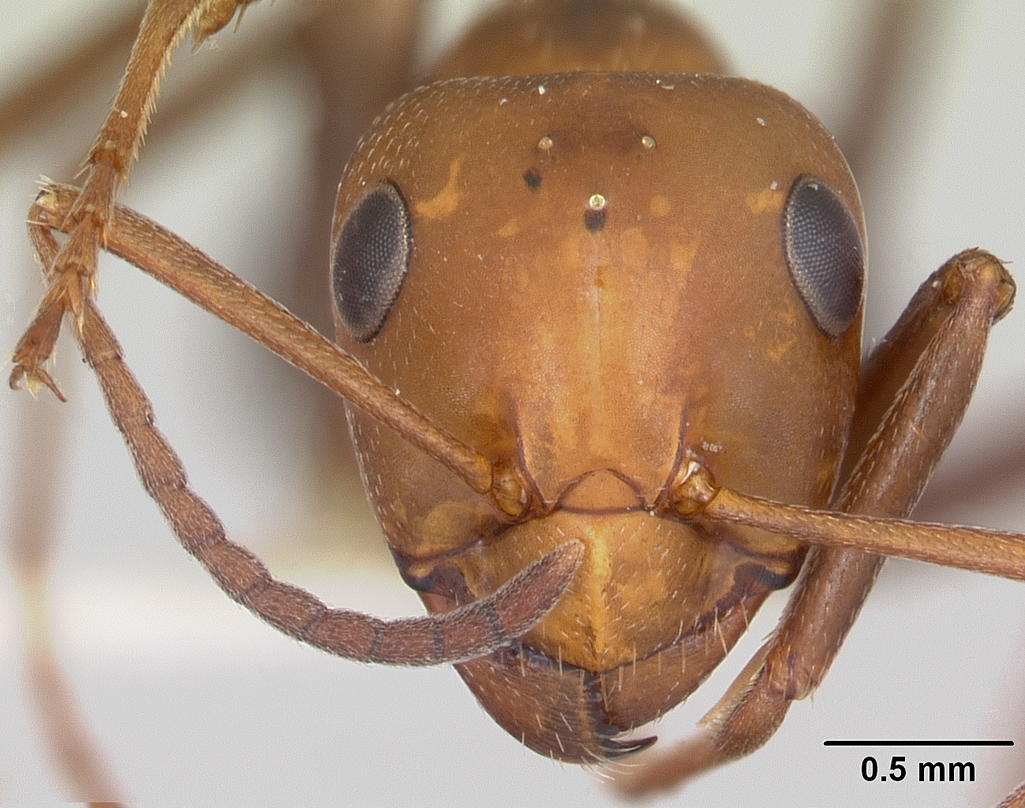
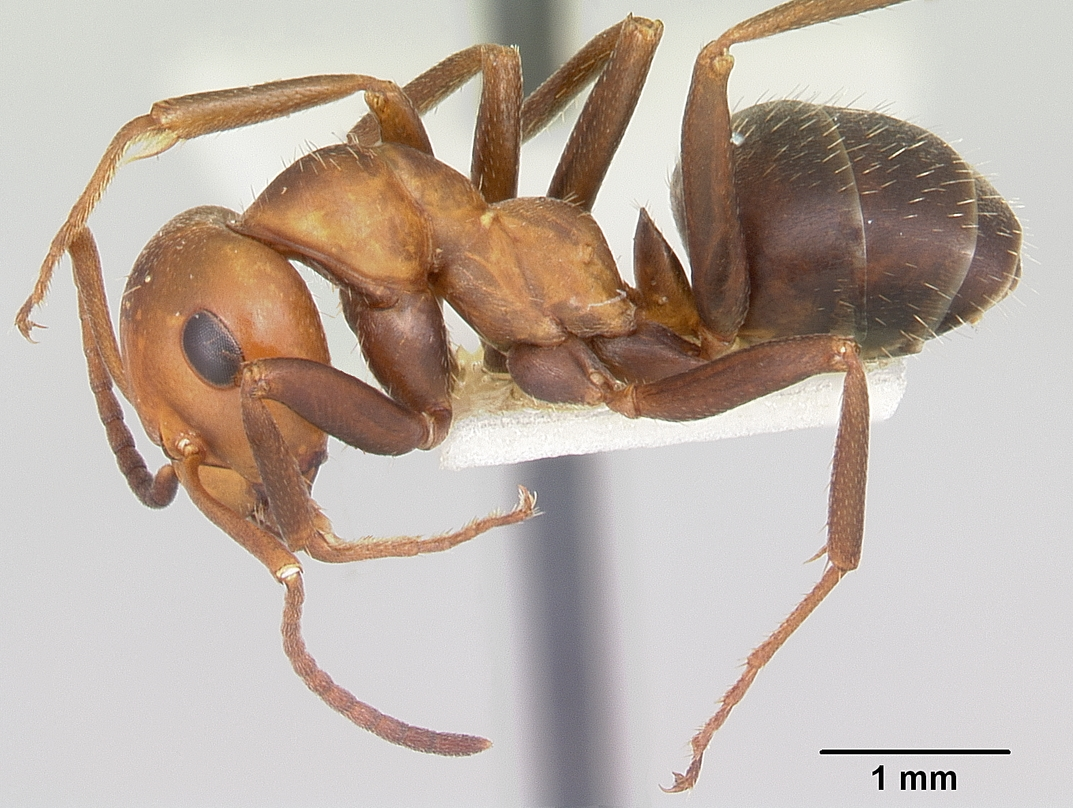
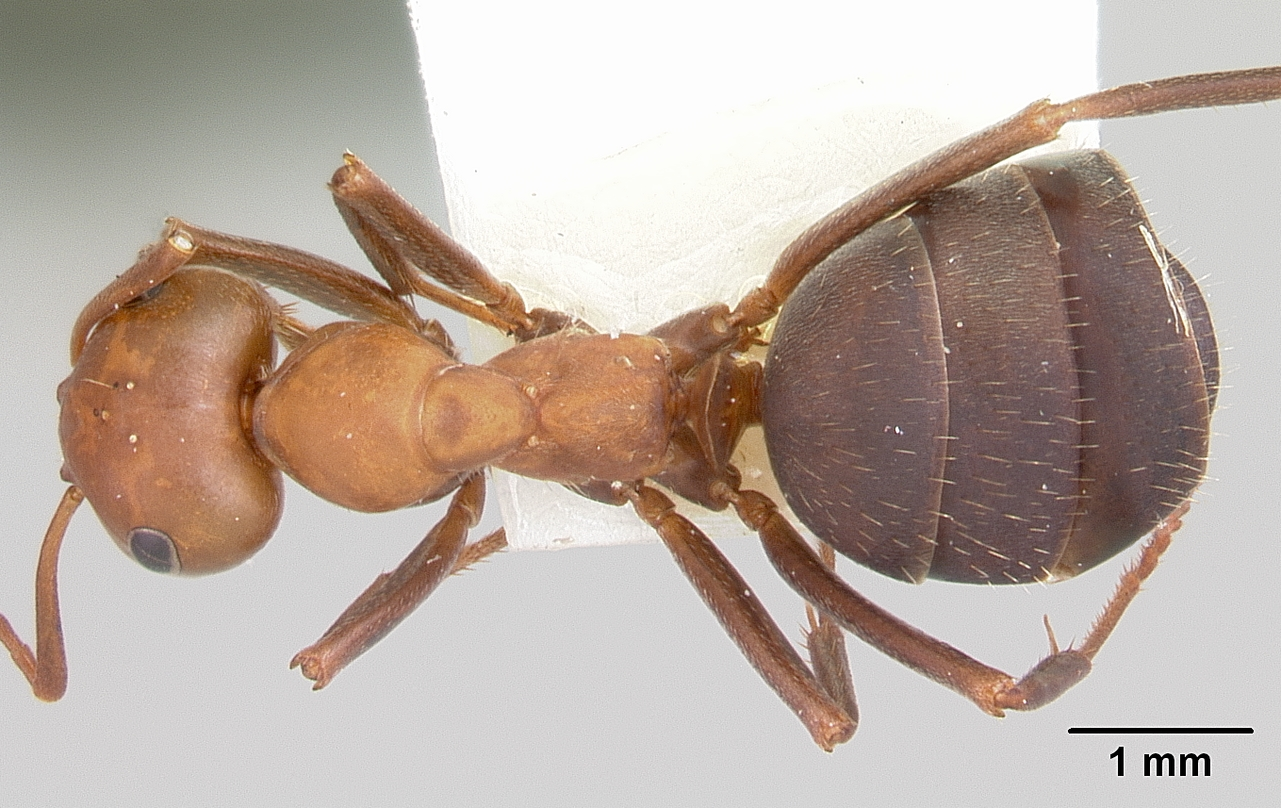